# Puppis A
Puppis A é um remanescente de supernova de 100 anos-luz de diâmetro e a 7000 mil anos-luz de distância da Terra, na direção da constelação de Puppis. Seu diâmetro angular aparente é aproximadamente 1 grau.  A luz da explosão da supernova atingiu a Terra há aproximadamente 3700 anos. Apesar de se sobrepor ao remanescente de supernova de Vela, é quatro vezas mais distante.
Uma estrela de nêutrons hiper-rápida foi encontrada neste remanescente, a Bola de Canhão Cósmica.
Puppis X-1 é um objeto detectado na nebulosa, um possível buraco negro, e uma das mais brilhantes fontes de raio-x.